# NCOR2
El correpresor 2 de receptor nuclear (NCOR2) es un corregulador transcripcional codificado en humanos por el gen ncor2, que contiene varios dominios de interacción con receptores nucleares. Además, NCOR2 parece estar implicado en el reclutamiento de las histona deacetilasas hacia regiones promotoras en el ADN. De hecho, NCOR2 ayuda a los receptores nucleares en la regulación de la expresión génica. NCOR2 también es referido como mediador de los receptores de hormona tiroidea y retinoides (SMRT) y como cofactor 1 asociado al receptor T3 (TRAC-1).

## Función
NCOR2/SMRT es un corregulador transcripcional que contiene varios dominios moduladores de función incluyendo múltiples dominios de represión autónomos así como dos o tres dominios de interacción con receptores nucleares en el extremo C-terminal. NCOR2/SMRT actúa como un correpresor de la regulación de múltiples factores de transcripción. En este sentido, NCOR2/SMRT funciona como una plataforma proteica, facilitando el reclutamiento de histona deacetilasas hacia los promotores del ADN unidos a sus factores de transcripción.

## Descubrimiento
NCOR2/SMRT fue clonado y caracterizado por primera vez en el laboratorio del Dr. Ronald M. Evans en el Salk Institute for Biological Studies. En otros estudios previos de esta proteína, se obtuvieron similares hallazgos en una variante referida como TRAC-1, que actualmente se denomina NCOR1.

## Interacciones
La proteína NCOR2 ha demostrado ser capaz de interaccionar con:
- Receptor de hormona tiroidea beta[4][5][6]
- Receptor de ácido retinoico alfa[7][8]
- HDAC1[9][10]
- Factor de crecimiento neural IB[11]
- ZBTB16[12][13][8]
- SIN3A[14][15]
- BCL6[16][13][17]
- SNW1[18][19]
- Receptor androgénico[20][21][22]
- PPAR delta[23]
- c-Fos[24]
- POU2F1[25]
- HDAC5[15]
- HDAC10[9]
- RELA[26][24]
- RBPJ[27][28]
- TBL1X[29][30][14][31]
- RUNX1T1[12][32]
- HDAC4[33][15]
- Receptor de progesterona[34]
- HDAC3[35][29][31][33][30][14][10]
- SPEN[36]
- Factor de respuesta al suero[24]
- c-Jun[24]
- Receptor de calcitriol[37][5]
- Proteína de la leucemia promielocítica[38][39]